# When the Sun Goes Down (album Kenny Chesney)
When the Sun Goes Down è un album in studio del musicista country statunitense Kenny Chesney, pubblicato nel 2004.

## Tracce
1. There Goes My Life
2. I Go Back
3. When the Sun Goes Down (feat. Uncle Kracker)
4. The Woman with You
5. Some People Change
6. Anything But Mine
7. Keg in the Closet
8. When I Think About Leaving
9. Being Drunk's a Lot Like Loving You
10. Outta Here
11. Old Blue Car

## Classifiche
| Classifica (2004) | Posizione massima |
| ----------------- | ----------------- |
| Stati Uniti       | 1                 |